# Привокзальная площадь (Тирасполь)
Привокзальная площадь — одна из четырёх центральных площадей города Тирасполя, географически (но не функционально) является его центром. На площади располагается здание Железнодорожного вокзала Тирасполя, рядом с которым расположен центральный автовокзал.
С северной стороны площадь ограничена зданием железнодорожного вокзала. С юга — высотным зданием Торгово-промышленной палаты Приднестровья. С запада к площади примыкает улица Ленина. С восточной стороны площади находятся таможенный пункт «Тирасполь» и Железнодорожный переулок.
Значительную часть площади занимают две троллейбусные остановки и стоянка автобусов, выполняющих междугородние и международные рейсы.

## История
Привокзальная площадь — одна из старейших площадей города: её формирование относится к 1860-м годам — времени строительства железнодорожной ветки Тирасполь — Одесса. В 1867 году было открыто движение и построено здание железнодорожного вокзала. В начале XX века российский император Николай II во время визита в Тирасполь вместе с царевичем Алексеем принимал рапорты городских и уездных чиновников на Привокзальной площади, после чего поездом направился в Кишинев. В день столетия со дня визита Николая II, 13 июля 2013 года на Привокзальной площади состоялось театрализованная историческая реконструкция этого события.
Во время Великой Отечественной войны Привокзальная площадь и здание вокзала сильно пострадали: при отступлении немецких войск в 1944 году здание вокзала было взорвано. В 50-е годы здание было отстроено вновь и вписано в пейзаж обновлённой площади.
В сентябре 1991 года на Привокзальной площади зародилось женское забастовочное движение Приднестровья, о чём свидетельствует мемориальная табличка на здании вокзала: приднестровские женщины в течение месяца блокировали движение поездов через Тирасполь в знак протеста против ареста молдавскими властями тогдашнего президента Приднестровья И. Н. Смирнова.

## Транспорт
- Станция Тирасполь Приднестровской железной дороги.
- Центральный автовокзал Тирасполя.
- Троллейбусы №№ 1 и 3.
- Маршрутные такси №№ 1, 1а, 3.

## Достопримечательности

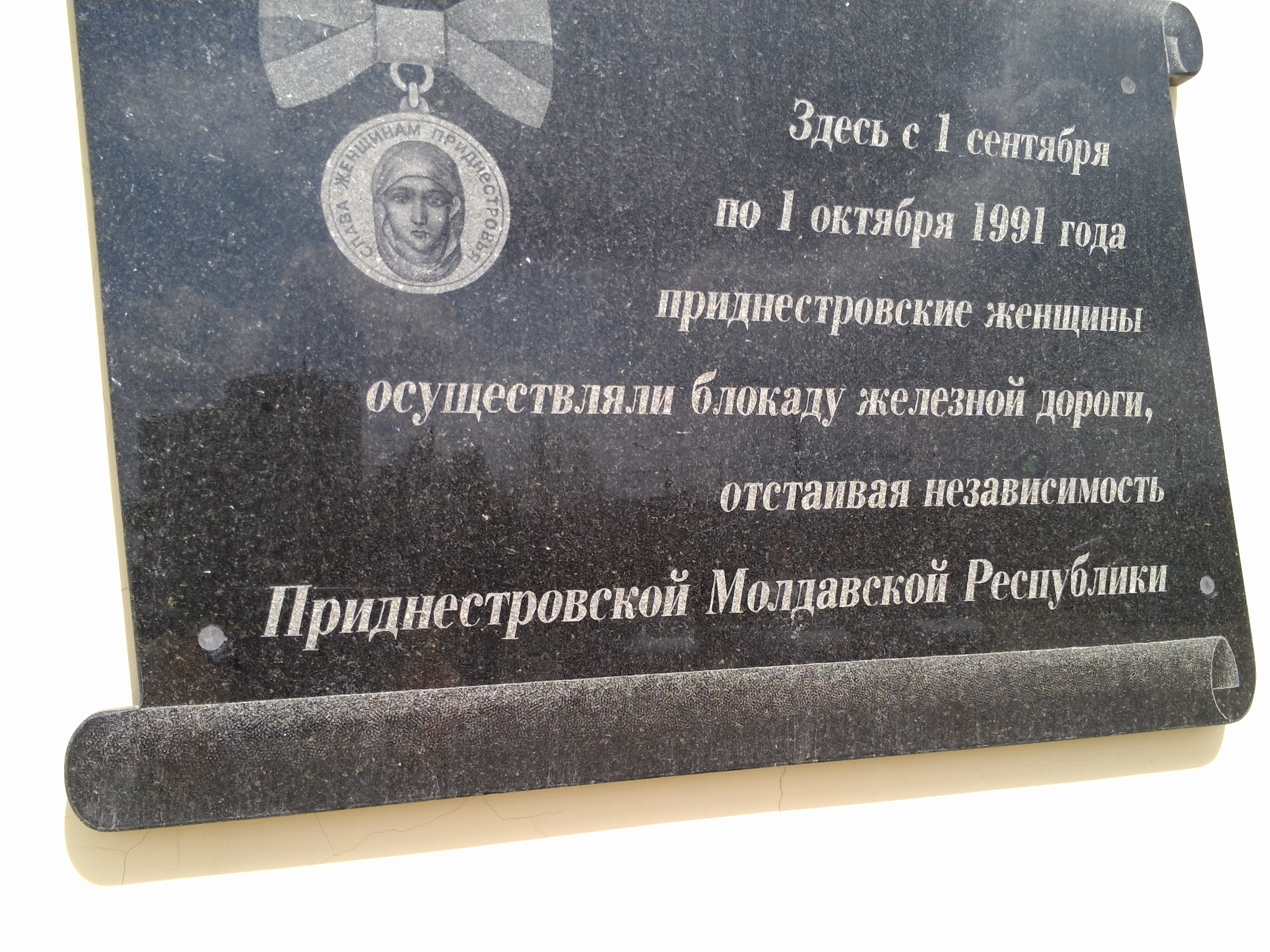
Памятная доска — Приднестровские женщины

На здании вокзала размещены две мемориальные доски:
- в память о первых коммунистических субботниках с текстом (на русском и молдавском языках): «Доска установлена в честь 60-летия первых коммунистических субботников рабочих города Тирасполя, состоявшихся 13 и 20 марта 1920 г.»;
- в честь приднестровских женщин с текстом: «Здесь с 1 сентября по 1 октября 1991 года приднестровские женщины осуществляли блокаду железной дороги, отстаивая независимость Приднестровской Молдавской Республики». Открыта 16 августа 2011 года к 20-летней годовщине создания Женского забастовочного комитета Приднестровской республики[5].